# Lucien Métivet
Lucien-Marie-François Métivet (1863-1930) fou un pintor, un cartellista i il·lustrador francès força conegut durant els temps de la Belle Époque. Amic de Nadar i de Toulouse-Lautrec, Métivet va contribuir en revistes parisenques d'humor com "La Rire" i " La Semaine de Suzette", on es revelà com un mestre de la caricatura, la il·lustració humorística i les tècniques litogràfiques. També va il·lustrar llibres d'autors coneguts de l'època —com l'edició de 1890 de Le Rêve, d'Émile Zola— i com a mínim va escriure'n dos ell mateix.
A nivell compositiu, integra el text amb la imatge, li dona gran importància a l'atmosfera, i mostra una gran influència dels cartells orientals. En els seus cartells utilitza colors plans, grans masses de color.

## Galeria

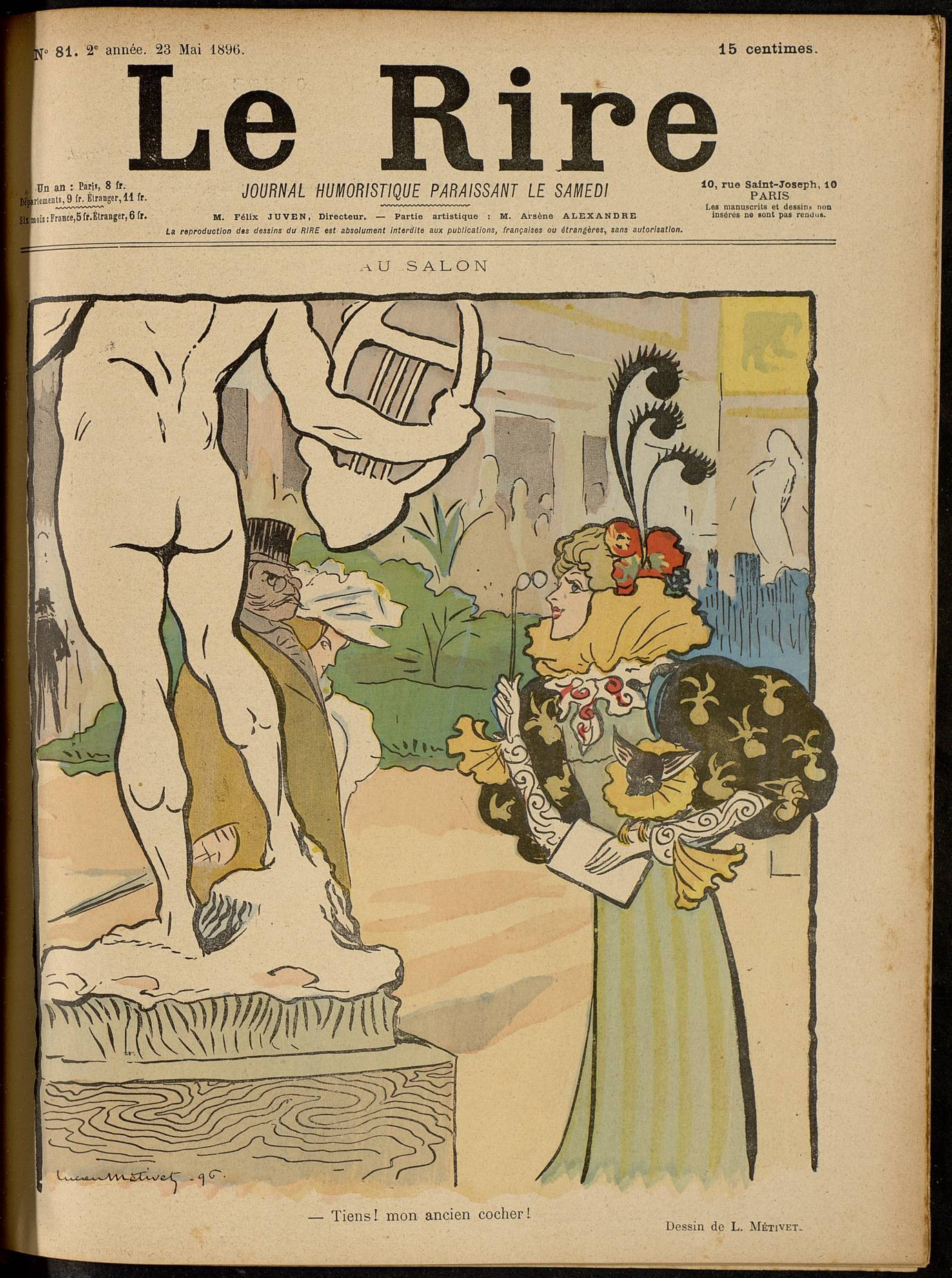
— Tiens ! Mon ancien cocher ! (Le Rire)
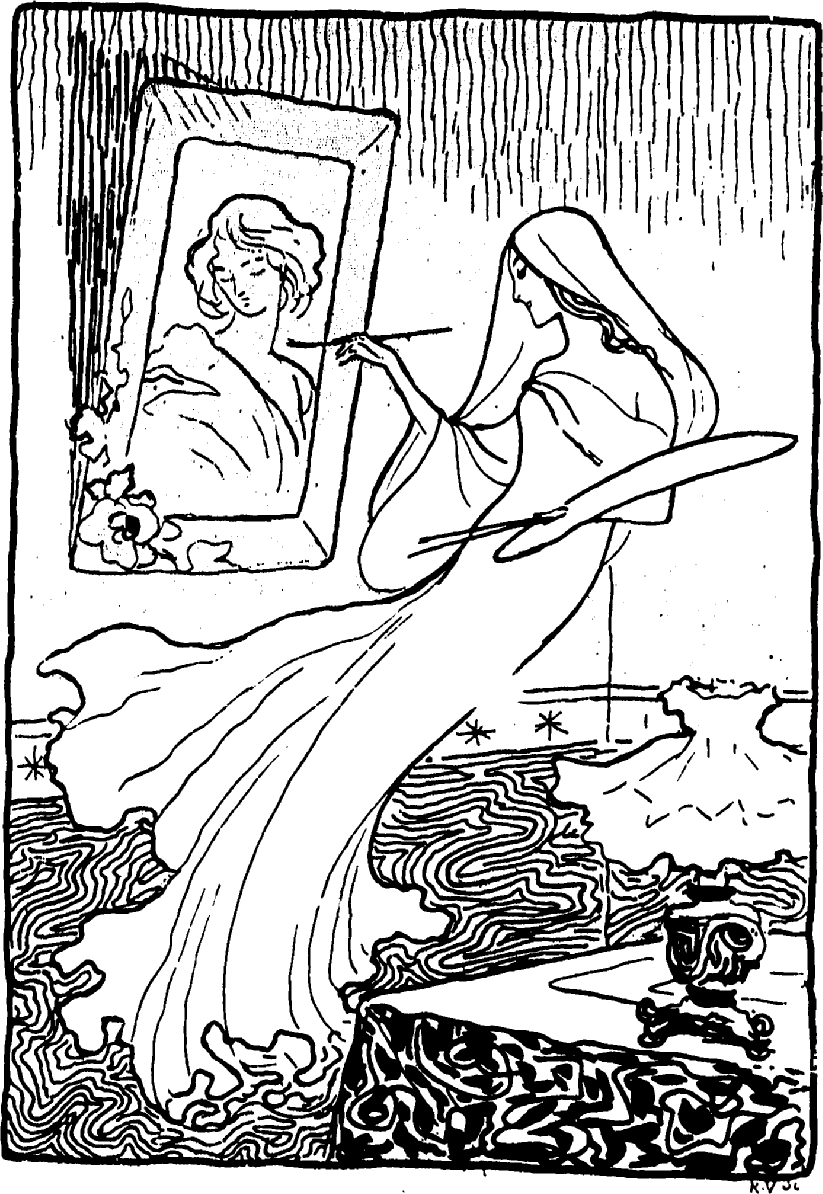
Catulle Mendès: L'homme orchestre 1896
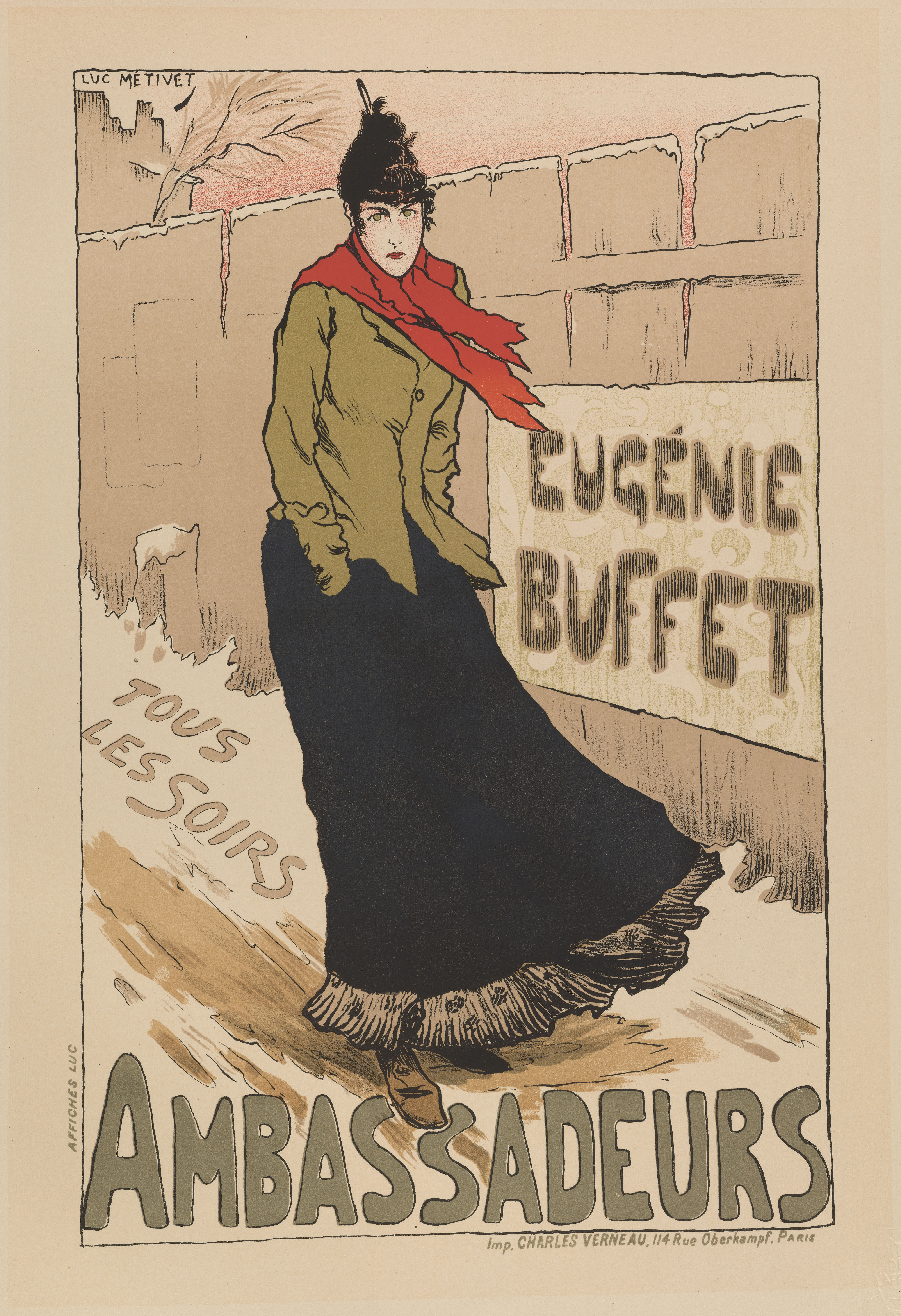
Eugénie Buffet aux Ambassadeurs el 1896
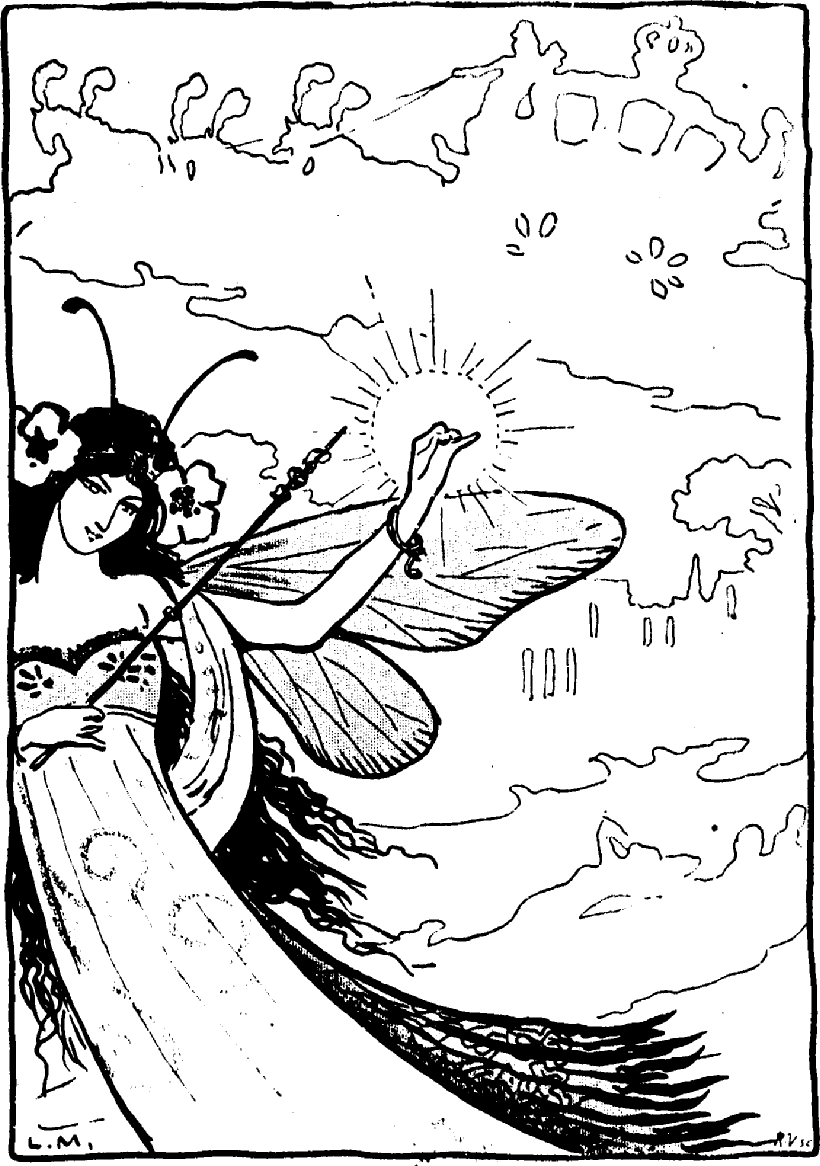
Catulle Mendès: L'homme orchestre 1896

## Litografies
- L'Écho de Paris commence La Femme-enfant roman contemporain par Catulle Mendès, Impr. Émile Lévy, Paris, [1890].
- À l'hygiène, hydrothermothérapie instantanée Guyot et Cie, Impr. Camis, Paris, [1891].
- Théâtre de l'Athénée-Comique, Rue Boudreau (rue Auber), Tous les soirs à 8h 3/4 : la revue "Paris-sur-scène", Paris, Impr. Charles Verneau, 1895.
- Nouveau Théâtre 15 rue Blanche. Les Joyeuses commères de Paris de MM. Catulle Mendès et Georges Courteline, Impr. F. Appel, Paris, 1895.
- Eugénie Buffet tous les soirs Ambassadeurs, Paris, 1896.
- Tournée Moncharmont et M. Luguet, prochainement Cyrano de Bergerac, Impr. Charles Verneau, [1898].
- Cure d'eau, cure d'air, Martigny, Vosges : casino, théâtre, concerts, automobiles, Paris, 1907.
- Scala. Pour vos beaux yeux, revue, Émile Codey, E. P. Lafargue, Impr. Minot, 1908.
- Emprunt national. Société générale, Impr. Duruy, Paris, 1920.

## Obres il·lustrades
- Rodolphe Darzens, Le Théâtre libre illustré, Paris, Dentu, 1890.
- Émile Zola, Le Rêve, avec Carlos Schwabe, Paris, Flammarion, 1891.
- Henri Chabrillat et Paul d'Ivoi, Les cinq sous de Lavarède, Paris, Boivin et Cie, 1894 — rééd. Jouvet, 1894.
- Gryperl, Phonographie de l'amour, aggravée d'un commentaire au crayon, Paris, Paul Ollendorff, 1895.
- Catulle Mendès, L'Homme orchestre, Paris, Paul Ollendorff, 1896.
- Maurice Donnay, Amants : comédie en 5 actes, Paris, P. Ollendorff, 1897.
- Paul d'Ivoi, Jean Fanfare. Voyages excentriques, Paris, Société d'édition et de librairie, 1897.
- Émile Bonnamy, Les Cigales : suite de valses pour piano, partition, Paris, Enoch & Cie, 1897.
- Armand Silvestre, Le petit art d'aimer : en quatorze chapitres, Paris, P. Ollendorff, 1897.
- « Album édité pour les représentations de Cyrano de Bergerac », avec Th. Du Peyron, Charles Reutlinger, Paris, éd. La Rampe, revue des théâtres, 1898.
- Jacques Ferny, Chansons de la roulotte, Paris, E. Fromont, 1900.
- Guy de Montgailhard, La bête à bon Dieu, Paris, P. Paclot, 1903.
- Pierre Louÿs, Les Aventures du roi Pausole, Paris, Librairie Charpentier et Fasquelle, 1906.
- Georges Fourest, La Négresse blonde. Cinquiesme hypostase, préface de Willy, Paris, La Connaissance, 1921.
- Maurice Chassang, L'Oiseau enchanté, Paris, Boivin et Cie, 1923.